# Силта
Силта (авар. Силтӏа)— село в Гунибском районе Дагестана. Входит в состав сельского поселения Сельсовет Кудалинский.

## География
Расположено в 9 км к востоку от районного центра с. Гуниб, на р. Бакдакули (бассейн р. Каракойсу).

## Население
| 1926 | 1939 | 1970 | 1989 | 2002 | 2010 | 2021 |
| ---- | ---- | ---- | ---- | ---- | ---- | ---- |
| 155  | ↗189 | ↘171 | ↘124 | ↗225 | ↗257 | ↘175 |